# Luis Ulloa

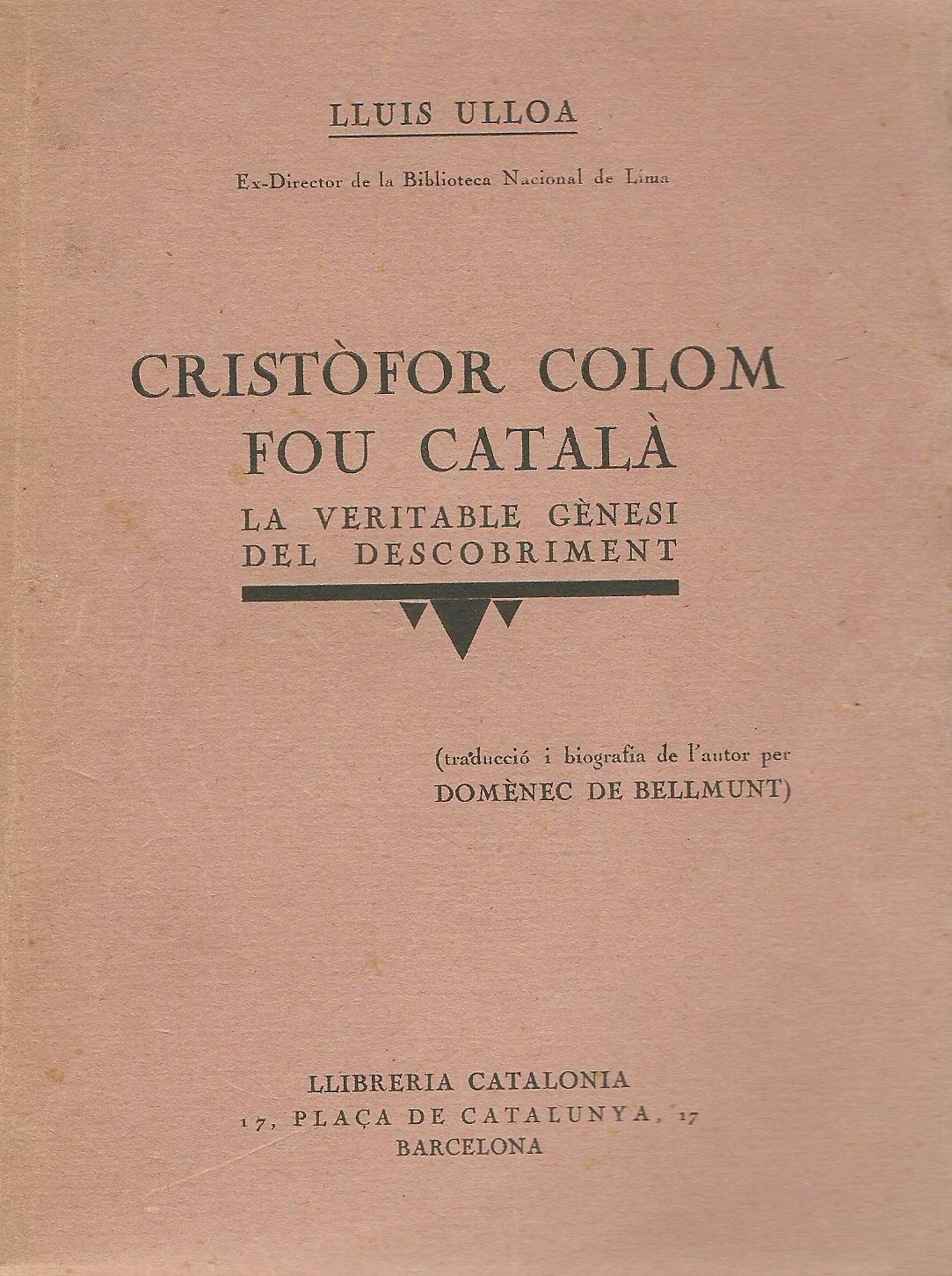
Luis Ulloa, 1927

Luis Ulloa (Lima,Perú, 27 Setembro de 1869 - Barcelona, 1936), historiador peruano que residiu em Barcelona vários anos, afirmava que Colombo era de origem catalã e de tradição marítima, baseando-se, entre outros motivos, em que seus escritos, todos em língua castelhana, existem expressões linguísticas próprios do catalão. Para Ulloa, Cristóvão Colombo foi um nobre catalão que se chamaria na verdade Joan Colom, um navegador inimigo de João II de Aragão, contra o qual lutou a serviço de Renato de Anjou, aspirante ao trono e que, além disso, seria também o suposto John Scolvus que havia chegado ao norte da América no ano de 1476, e que posteriormente ofereceria o projecto de descobrimento a Fernando o Católico para beneficio da Catalunha.

## Obra de Luis de Ulloa
- Colomb, Catalan. La vraie genèse de la découverte de l'Amerique, 1927, París.
- Cristòfor Colom fou català: La veritable gènesi del descobriment, 1927, Llibreria Catalònia, Barcelona. ISBN 84-85031-62-8
- Noves proves de la catalanitat de Colom: Les grans falsetats de la tesi genovesa, 1927, Llibreria Oriental-Americana, París.